# Martin Lidegaard

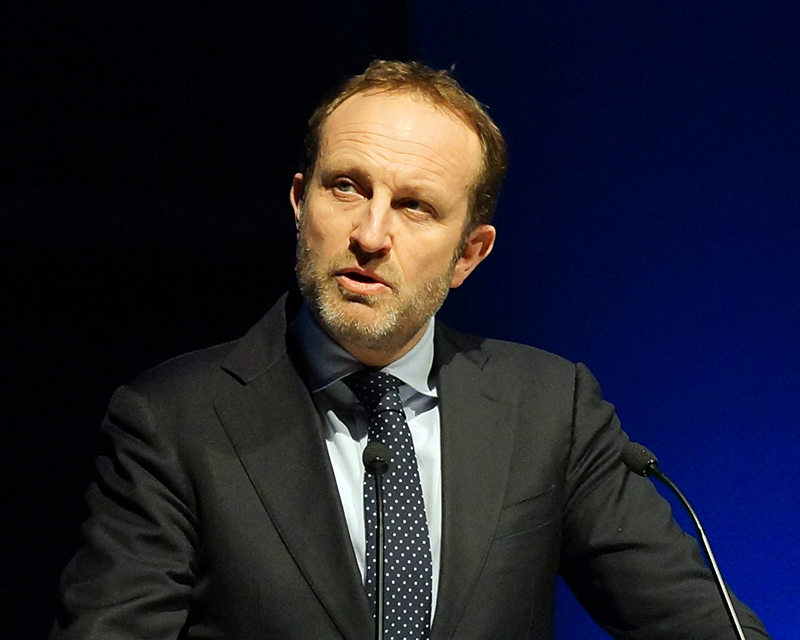
Martin Lidegaard (2015)

Martin Lidegaard (* 12. Dezember 1966 in Kopenhagen) ist ein dänischer Politiker von Det Radikale Venstre (RV) und war von 2014 bis 2015 Außenminister seines Landes.

## Leben
Lidegaard ist der jüngste Sohn des Autors Mads Lidegaard (1925–2006) und der Journalistin Else Lidegaard geb. Bennike (* 1933). Seine älteren Brüder sind der Arzt Øjvind Lidegaard (* 1954), der Biologe Kresten Lidegaard und der Journalist und Diplomat Bo Lidegaard (* 1958).
Nach dem Besuch der Humlebæk Kommuneskole und des Helsingør Amtsgymnasiums begann er 1985 ein Studium der Kommunikationswissenschaften an der Universität Roskilde und wurde während des Studiums 1990 Redakteur der dortigen Hochschulzeitung RUC NYT. Nach Beendigung des Studiums wurde er 1993 Pressesprecher der Kommunalversicherung (Kommunernes Forsikring), ehe er danach 1995 Pressesprecher und stellvertretender Generalsekretär von Mellemfolkeligt Samvirke (MS) wurde, der dänischen Assoziation für internationale Zusammenarbeit. Daneben wurde er Vorsitzender eines Netzwerkes von 92 Gruppen, die sich für nachhaltige Entwicklung einsetzen.
Bei der Folketingswahl 2001 wurde er als Kandidat von Det Radikale Venstre zum Abgeordneten in das Folketing gewählt und gehörte diesem bis zu seiner Niederlage bei der Folketingswahl 2007 an. Während dieser Zeit war er energie-, verkehrs- und ernährungspolitischer Sprecher seiner Fraktion und entwickelte als solcher die Parteistrategie Det kreative Denmark. Zwischen 2005 und 2007 war Lidegaard zusätzlich klima-, umwelt- und sozialpolitischer Sprecher der RV-Fraktion sowie Vorsitzender des Strategiekomitees seiner Partei und Mitglied des Fraktionsvorstandes.
Nach seinem Ausscheiden aus dem Folketing wurde er 2008 Kommunikationsberater von RelationsPeople sowie Mitbegründer der Denkfabrik CONCITO, deren Geschäftsführender Vorsitzender er am 1. September 2008 wurde.
Am 3. Oktober 2011 berief ihn Ministerpräsidentin Helle Thorning-Schmidt zum Minister für Klima, Energie und Bau in ihre erste Regierung.